# Янг, Виктор
Виктор Янг (англ. Victor Young; 8 августа 1900, Чикаго, США — 10 ноября 1956) — американский композитор, аранжировщик, скрипач; второй посмертный лауреат премии «Оскар» после Ховарда Сидни

## Биография
Виктор Янг ещё десятилетним мальчиком перебрался в Европу, где он обучался игре на скрипке в консерватории.
Вернувшись в США, он работал концертмейстером и скрипачом, всё более углубляясь в современную музыку.
В 1931 году он подписал контракт со студией звукозаписи «Brunswick Records». В составе его студийного оркестра частенько бывали лучшие джазовые музыканты Нью-Йорка: Бани Бериган, Томми Дорси, Джимми Дорси, Джо Венути, Артур Шатт, Эдди Лэнг и другие, а также такие первоклассные вокалисты, как Пол Смолл, Дик Робертсон, Харлан Латтимор, Смит Боллью, Элен Роуленд, Фрэнк Манн, сестры Босуэлл, Ли Уайли и другие. Одной из самых интересных записей стали записанные в 1932 году песни Германа Хапфельд Goopy Geer и Down The Old Back Road, примечательные тем, что Хапфелд поёт и исполняет их на рояле, это немногие из сохранившихся его записей.
Первым хитом Янга стала песня I Don’t Stand a Ghost of a Chance with You в 1932 году, написанная им совместно с Недом Вашингтоном и Бингом Кросби и мгновенно ставшая джазовым стандартом. В тот же год появилась не менее успешная, написанная совместно с Сэмом М. Льюисом, композиция Street of Dreams, а затем, вместе с Вашингтоном, были написаны и хиты Stella by Starlight (1944), Mad About You (1949) и My Foolish Heart (1949).
В конце 1934 года Янг подписал контракт с «Decca Records» и продолжил работу в Нью-Йорке, а с 1936 года — в Лос-Анджелесе.
Кроме Вашингтона Янг работал и с другими авторами, например, с Реем Эвансом и Джеем Ливингстоном над Golden Earrings (1946), с Эдвардом Хейманом над When I Fall in Love (1952), хитом Дорис Дэй. Песни Янга исполняли многие известные исполнители джазовой и популярной музыки. Среди них Бинг Кросби, Нат Кинг Коул, Элла Фицджеральд, Джуди Гарленд, Билли Холидей, Гарри Джеймс и Фрэнк Синатра, для телешоу которого Янг и Вашингтон в 1950 году написали композицию You’re the One (For Me).
В 30-е годы он начал писать музыку и к фильмам, став вскоре одним из самых успешных представителей своей профессии, а также к бродвейским мюзиклам.
За весь период творчества Янг создал музыку к более чем 350 фильмам, среди которых «Золотой мальчик» (1939), «По ком звонит колокол» (1943), «Любовные письма» (1945), «Шейн» (1953) и множество других.
Он был отмечен 22 номинациями на «Оскар», из них в 1938—1943 годах он был номинирован 15 раз, а в 1939—1940 — за четыре фильма одновременно. Но получить заветную награду ему удалось лишь раз, за фильм «Вокруг света за 80 дней»; премия была присуждена ему посмертно.
В 1950-х годах Янг писал также музыку и для телевидения, так, заглавные темы сериалов Medic и Light’s Diamond Jubilee принесли ему в 1955-56 годах две номинации на премию «Эмми».
10 ноября 1956 года Янг скончался в возрасте 56 лет от кровоизлияния в мозг прямо перед премьерой своей последней работы — фильма «Омар Хайям».
Его семья передала все документы и личные вещи композитора, включая его «Оскар», университету Брандейса в городе Уолтем, штат Массачусетс.

## Признание

### Премия «Оскар» за лучшую музыку к фильму(номинации)
Лучший оригинальный саундтрек
- 1938: Армейская девчонка
- 1938: Разбивая лёд
- 1939: Золотой мальчик
- 1939: Путешествия Гулливера
- 1939: Человек победы
- 1940: Аризона
- 1940: Чёрная команда
- 1940: Северо-западная конная полиция

Лучший саундтрек
- 1939: Way Down South
- 1940: Воскресни, любовь моя

Саундтрек к драматическому или комедийному фильму
- 1941: Задержите рассвет
- 1942: Летающие тигры
- 1942: Серебряная королева
- 1943: Возьми письмо, дорогая
- 1943: По ком звонит колокол
- 1945: Любовные письма
- 1950: Самсон и Далила
- 1956: Вокруг света за 80 дней — победа

Саундтрек к музыкальному фильму
- 1948: Императорский вальс

### Премия «Оскар» за лучшую песню к фильму(номинации)
- 1945 «Love Letters» из фильма «Любовные письма» (музыка: Виктор Янг, слова: Edward Heyman)
- 1949: «My Foolish Heart» из фильма «Моё глупое сердце» (музыка: Виктор Янг, слова: Нэд Вашингтон)
- 1956: «Written on the Wind» — из фильма «Слова, написанные на ветру» (музыка: Виктор Янг (посмертно), слова: Сэмми Кан)

### Премия «Золотой глобус» за лучшую музыку к фильму
- 1952: Сентябрьская афера — победа
- 1953: Тихий человек — номинация

### Премия «Эмми» за лучшую музыку к телевизионному фильму(номинации)
- 1955: заглавная тема к сериалу «Medic»
- 1956: заглавная тема к сериалу «Light’s Diamond Jubilee»

Посмертно он получил звезду на Голливудской аллее славы № 6363 за вклад в индустрию звукозаписи, а затем, в 1970 году, внесён в список авторов Зала славы композиторов в Нью-Йорке.

## Известные песни
На слова Неда Вашингтона
- Any Time, Any Place, Anywhere (1933, с Ли Уайли)
- Can’t We Talk It Over (1931)
- Got the South In My Soul (1932, с Ли Уайли)
- A Hundred Years From Today (1933)
- (I Don’t Stand a) Ghost of a Chance (With You) (1932, с Бингом Кросби)
- Love Is the Thing
- A Love Like This
- Mad About You (1949)
- The Maverick Queen
- My Foolish Heart (1949)
- My Love
- Shadows on the Moon
- Stella by Starlight (1944)
- Sweet Madness
- Waltzing in a Dream (с Бингом Кросби)
- You’re the One (For Me) (1950)
- You’re Not In My Arms Tonight

Прочие
- Around the World In Eighty Days (1956, музыка и текст)
- Beautiful Love (1930, с Хейвеном Гилеспи)
- Blue Star (с Эдвардом Хейманом)
- Golden Earrings (1946, с Реем Эвансом и Джеем Ливингстоном)
- Lawd, You Made the Nights Too Long (музыка и текст)
- Love Letters (1945, с Эдвардом Хейманом)
- Love Me (1934, музыка и текст)
- Love Me Tonight (музыка и текст)
- A Man With a Dream (со Стеллой Ангер)
- The Old Man n the Mountain (с Билли Хиллом)
- The Rose and the Butterfly (со Стеллой Ангер)
- Sam, You Made the Pants Too Long (с Сэмом М. Льюисом)
- Street of Dreams (1932, с Сэмом М. Льюисом)
- Sweet Sue, Just You (1928, с Уиллом Харрисом)
- Too Late (с Сэмом М. Льюисом)
- A Weaver of Dreams (с Джеком Эллиотом)
- When I Fall In Love (1952, с Эдвардом Хейманом)
- Written on the Wind (1956, с Сэмми Каном)